# Druyes-les-Belles-Fontaines
Druyes-les-Belles-Fontaines ist eine französische Gemeinde mit 273 Einwohnern (Stand: 1. Januar 2022) im Département Yonne in der Region Bourgogne-Franche-Comté (bis 2015: Burgund). Sie gehört zum Arrondissement Auxerre und zum Gemeindeverband Puisaye-Forterre. Die Bewohner nennen sich Drogiens.
1793 hieß die Gemeinde Druyes, 1801 Druvé.
Erst seit 1925 gilt der heutige Name Druyes-les-Belles-Fontaines.

## Geografie
Die Gemeinde Druyes-les-Belles-Fontaines liegt im Süden der Landschaft Puisaye, etwa 18 Kilometer nordwestlich von Clamecy und 33 Kilometer südwestlich von Auxerre an der Quelle des Yonne-Zuflusses Druyes. Umgeben wird Druyes-les-Belles-Fontaines von den Nachbargemeinden Taingy und Molesmes im Norden, Courson-les-Carrières im Nordosten, Andryes im Osten, Billy-sur-Oisy im Süden, Étais-la-Sauvin im Südwesten sowie Sougères-en-Puisaye im Westen.

## Bevölkerungsentwicklung
| Jahr      | 1962 | 1968 | 1975 | 1982 | 1990 | 1999 | 2006 | 2014 | 2021 |
| Einwohner | 422  | 376  | 334  | 309  | 302  | 288  | 291  | 289  | 268  |

Im Jahr 1881 wurde mit 1098 Bewohnern die bisher höchste Einwohnerzahl ermittelt. Die Zahlen basieren auf den Daten von cassini.ehess und INSEE.

## Sehenswürdigkeiten

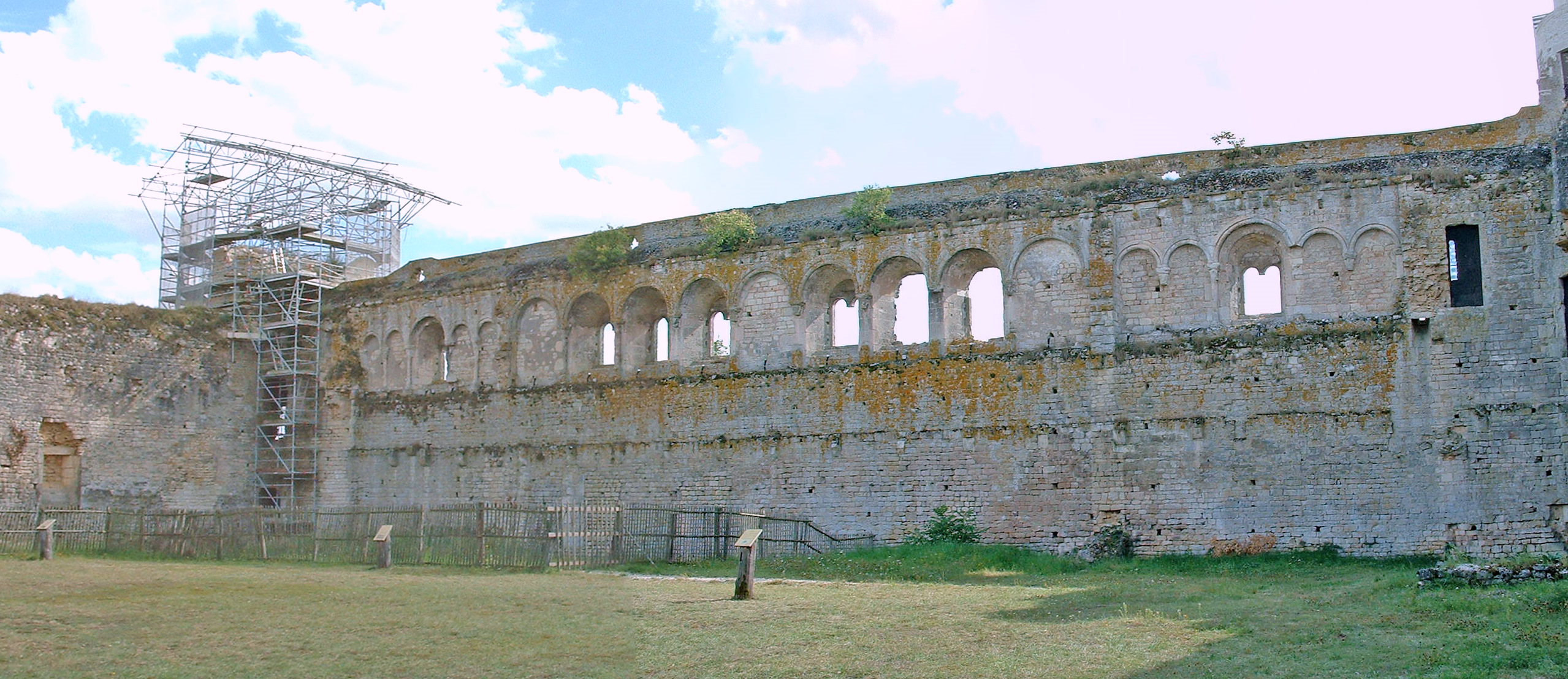
Südliche Begrenzung der Burg, genannt romanische Galerie

- Burgruine und befestigte Altstadt aus dem 12. Jahrhundert, erbaut von den Grafen von Nevers, Monument historique[4]
- erhaltenes Stadttor, Monument historique[5]
- mehrere Quellbrunnen und ein Lavoir, Monument historique[6]
- Reste der Höhlen von Saint-Romain
- romanische Kirche Saint-Romain, Monument historique seit 1888[7]
- 181 m langes Viadukt der ehemaligen Bahnlinie von Triguères nach Clamecy

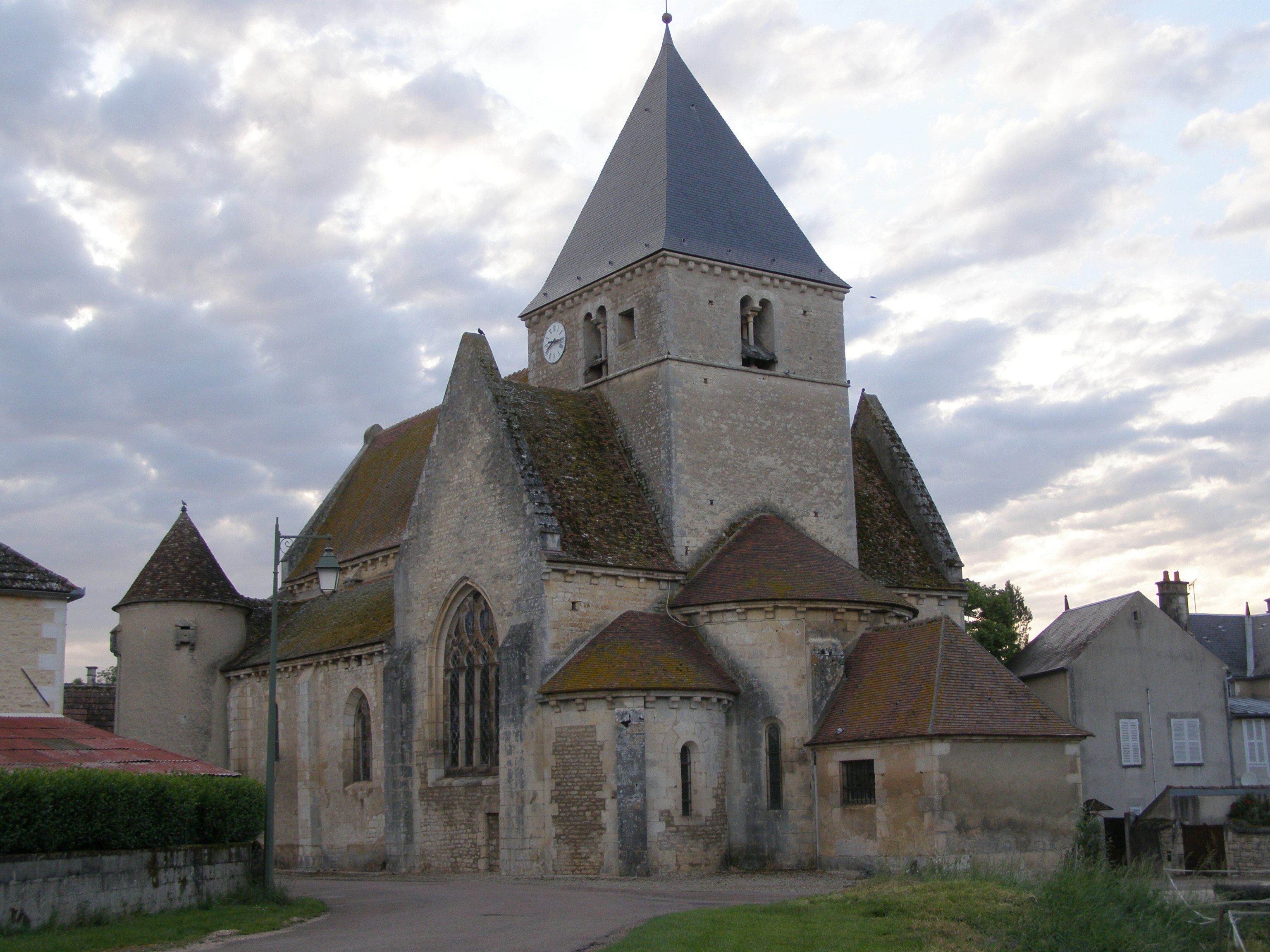
Kirche Saint-Romain
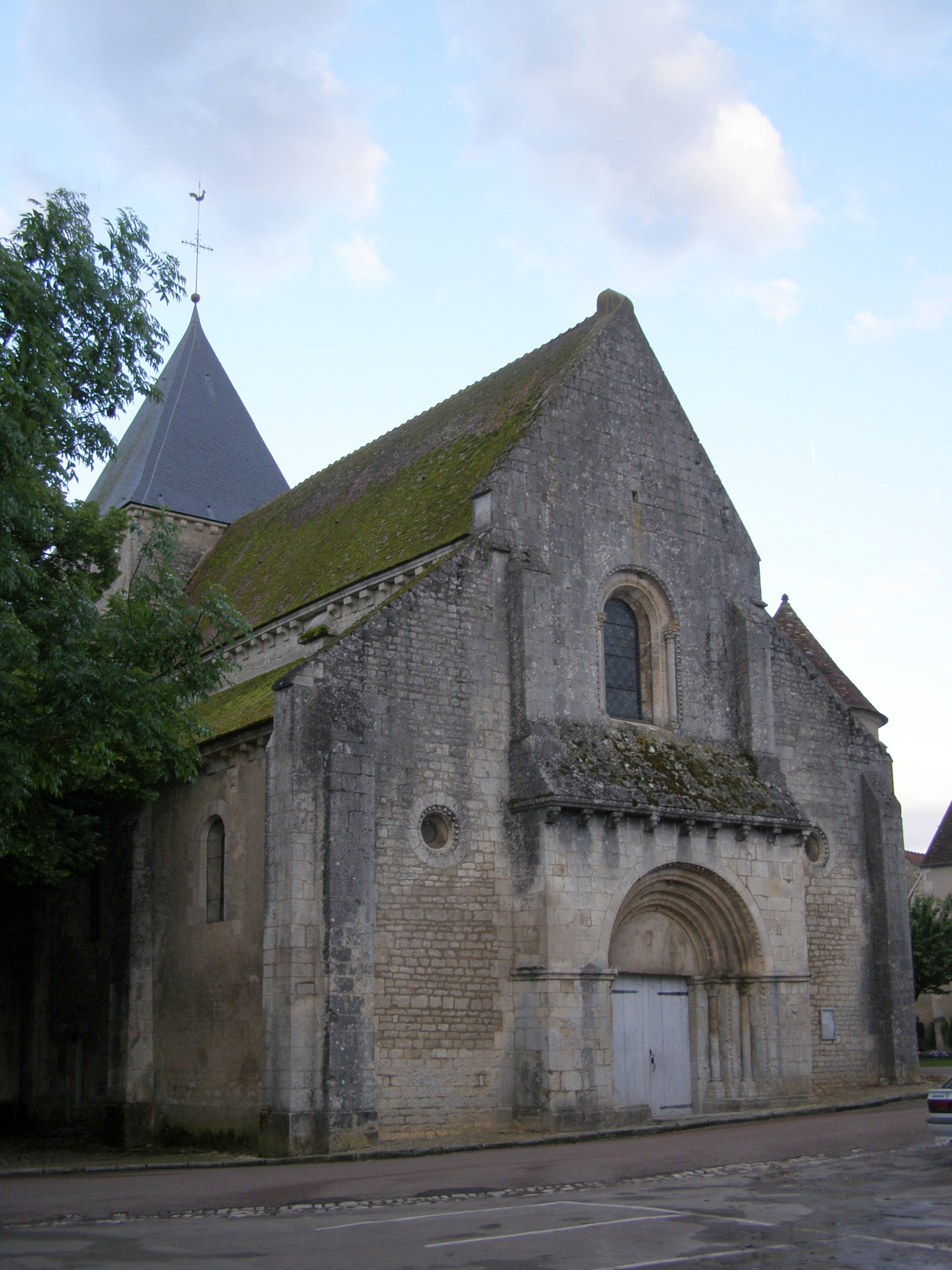
Portal der Kirche Saint-Romain
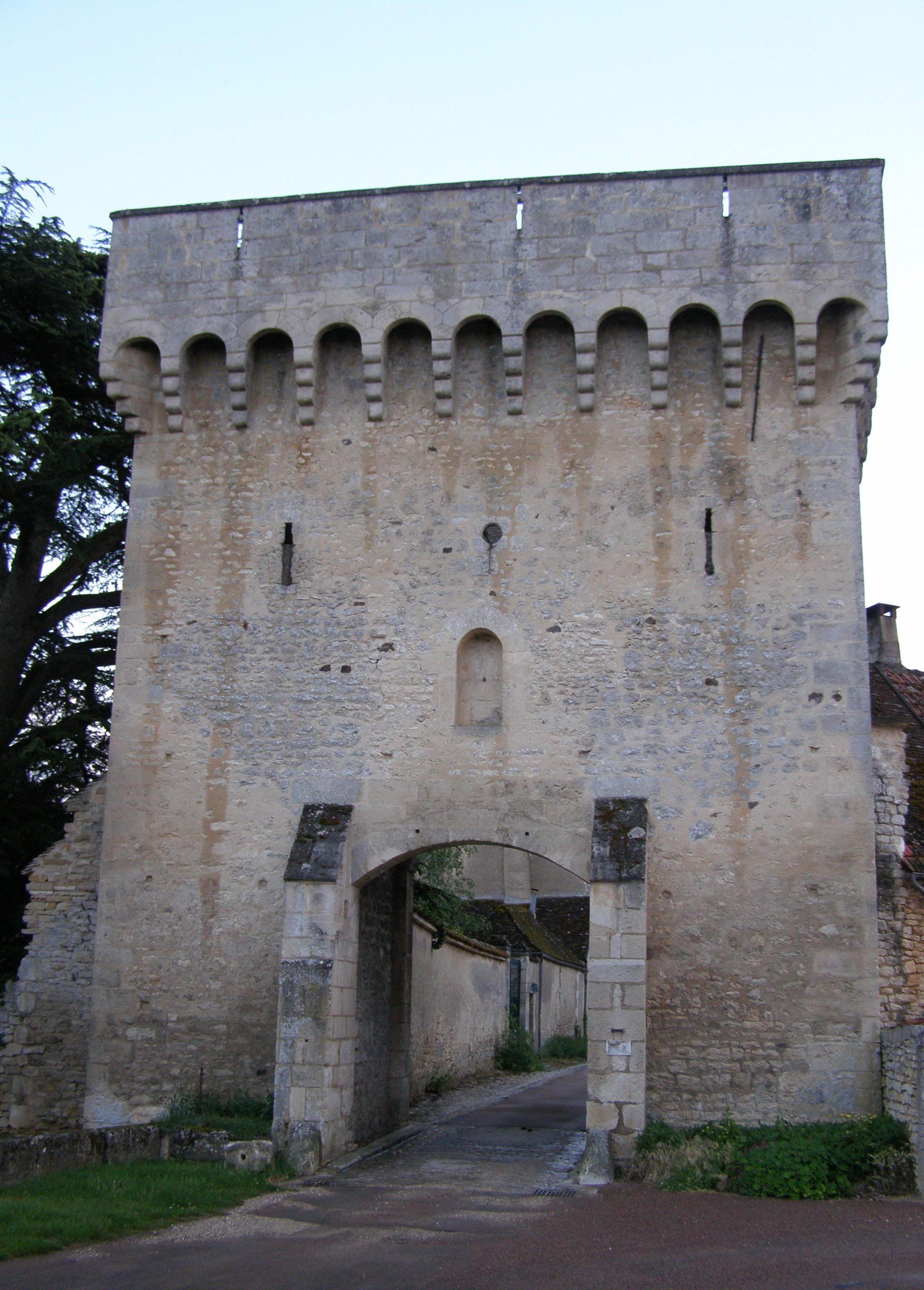
Stadttor

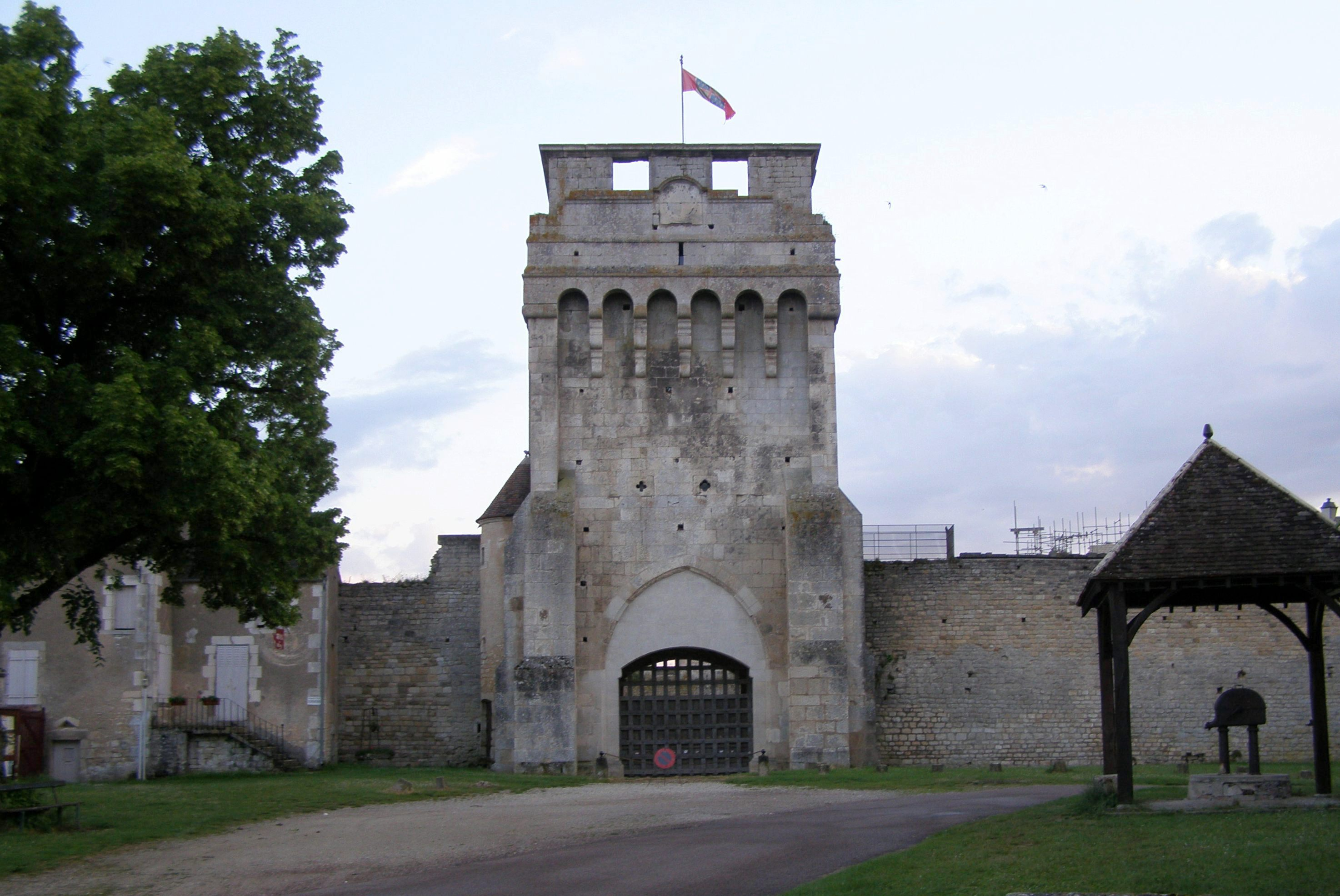
Eingang zur Burganlage
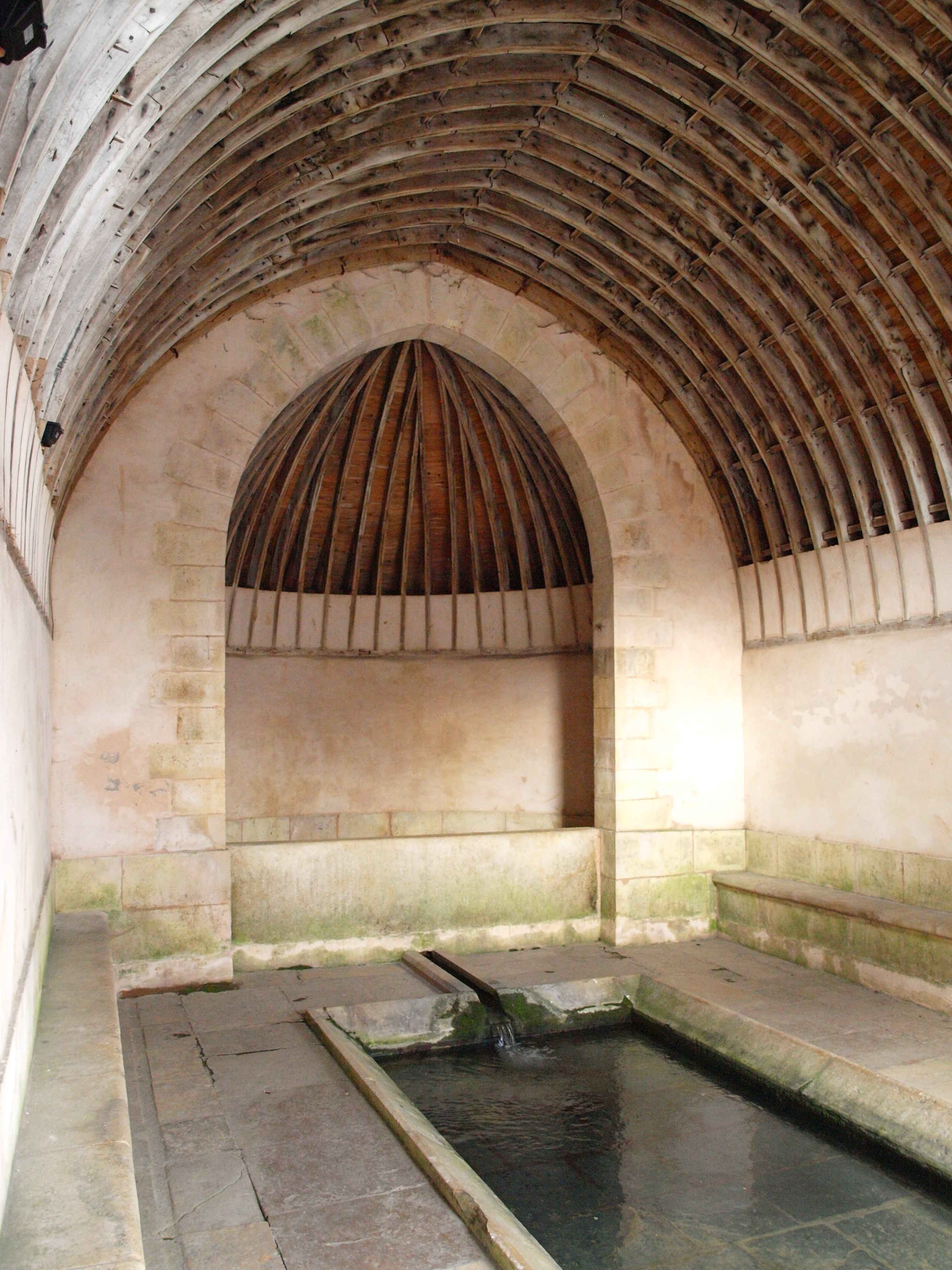
Lavoir
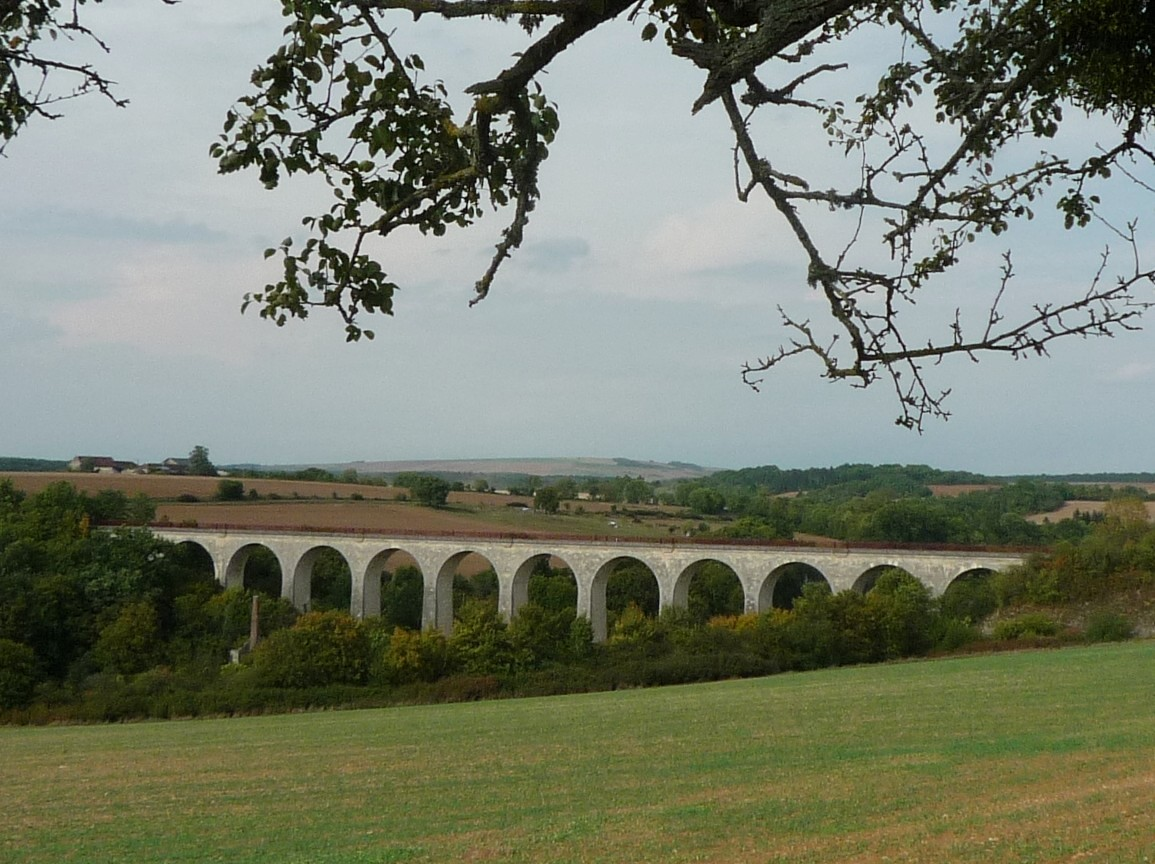
Viadukt

## Wirtschaft und Infrastruktur
In der Gemeinde Druyes-les-Belles-Fontaines sind 16 Landwirtschaftsbetriebe ansässig (Getreide- und Gemüseanbau, Schaf- und Ziegenhaltung).
Druyes-les-Belles-Fontaines liegt an der Fernstraße D 104 von Courson-les-Carrières nach Entrains-sur-Nohain.

## Persönlichkeiten
- Mathilde von Courtenay (1188–1257), Gräfin von Nevers, Auxerre und Tonnerre, auch Herrin der Burg Druyes
- Jean-Roch Coignet (1776–1865), Soldat und Autor in der Zeit der napoleonischen Feldzüge, in Druyes geboren
- Jean Bertin (1917–1975), französischer Ingenieur und Aeronautiker, in Druyes geboren

## Belege
1. ↑  Ortsname auf cassini.ehess.fr
2. ↑  Druyes-les-Belles-Fontaines auf cassini.ehess
3. ↑  Druyes-les-Belles-Fontaines auf INSEE
4. ↑  Eintrag in der Base Mérimée des Kulturministeriums. Abgerufen am 4. April 2016 (französisch).
5. ↑  Eintrag in der Base Mérimée des Kulturministeriums. Abgerufen am 4. April 2016 (französisch).
6. ↑  Eintrag in der Base Mérimée des Kulturministeriums. Abgerufen am 4. April 2016 (französisch).
7. ↑  Eintrag in der Base Mérimée des Kulturministeriums. Abgerufen am 4. April 2016 (französisch).
8. ↑  Landwirtschaftsbetriebe auf annuaire-mairie.fr (französisch)